# Schmitziella
Schmitziella Bornet & Batters in Batters, 1892 é  nome botânico de um gênero de algas vermelhas pluricelulares da família Acrochaetiaceae.

## Espécies
Atualmente duas espécies são aceitas taxonomicamente no gênero:
- Schmitziella cladophorae V.J. Chapman, 1951
- Schmitziella endophloea Bornet & Batters, 1892